# Satyrium auretorum
Satyrium auretorum är en fjärilsart som beskrevs av Jean Baptiste Boisduval 1852. Satyrium auretorum ingår i släktet Satyrium och familjen juvelvingar. Inga underarter finns listade.